# Mackeprang
Slægten Mackeprang, hvis medlemmer i særlig grad har tilhørt lægestanden og  landbrugsvirksomhed, føres tilbage til bartskær i Rødby Jørgen Johan Mackeprang (ca. 1670-ca. 1718), der antagelig er indvandret fra Femern. Hans sønnesøn, apoteker og landfysicus på Møn, dr.med. Marcus Mackeprang (1726-1791) havde i to ægteskaber en stor børneflok, hvoraf skal nævnes regimentskirurg Mathias Smith Mackeprang (1768-1844), forpagter Antonius Johannes Mackeprang (1785-1874) og Martha Sabine Adolphine Marie Mackeprang (1788-1817), gift med kammerherre Charles Reinholdt de Bosc de la Calmette (1781-1820) til Marienborg og Liselund samt Rosenfeldt og Iselingen fideikommisser. Regimentskirurg Mathias Smith Mackeprang var fader til regimentskirurg Hans Marcus Mackeprang (1793-1874) — hvis datter Claudine Hansine (Signe) Mackeprang (1819-1911) var gift med lægen Georg Carl Heinrich Lehmann (1815-1890) — og til gæstgiver og jernstøber Hans Jørgen Philip Mackeprang (1811-1875), hvis sønnesøn statistiker, dr.polit. Edvard Philip Mackeprang (1877-1933) var fader til arkæologen Mogens Bellman Mackeprang (1905-1986).
Ovennævnte Antonius Johannes Mackeprang (1785-1874), der ligesom flere af hans efterslægt var forpagter af forskellige gårde under baroniet Holstenshuus, var fader til dyremaler Adolf Henrik Mackeprang (1833-1911) og til forpagter på Kiding ved Gråsten Adam Magnus Johannes Mackeprang (1836-1895), hvis søn, museumsdirektør Carl Mouritz Clod Mackeprang (1869-1959) var fader til Vibeke Mackeprang (1899-1991), gift med professor Louis Hjelmslev (1899-1965).
Der er ikke påvist forbindelse mellem denne slægt og det udbredte Witten-Mackeprangske fætterskab på Femern.